# Пьетро Медичи
Пье́тро Ме́дичи (итал. Pietro de Medici), он же Пье́ро Медичи и Пе́дро Медичи (итал. Piero de Medici, исп. Pedro de Médici; 3 июня 1554, Флоренция, Флорентийское герцогство — 25 апреля 1604, Мадрид, Испанское королевство) — дон, принц из дома Медичи, сын Козимо I, великого герцога Тосканского, военный, дипломат и авантюрист. Кавалер ордена Золотого руна.
Известен безнравственным образом жизни. Убил жену, уличённую в измене, и, по слухам, единственного законнорождённого сына, заподозрив, что тот был рождён не от него. Вёл постоянные споры со старшим братом, тосканским великим герцогом Фердинандо I, о доле в отцовском наследстве. Большую часть жизни провёл при дворах испанских королей Филиппа II и Филиппа III. Воевал на стороне Испании против Португалии. Под конец жизни стал одним из представителей высшей испанской аристократии. После смерти оставил долги и нескольких бастардов.

## Биография

### Ранние годы

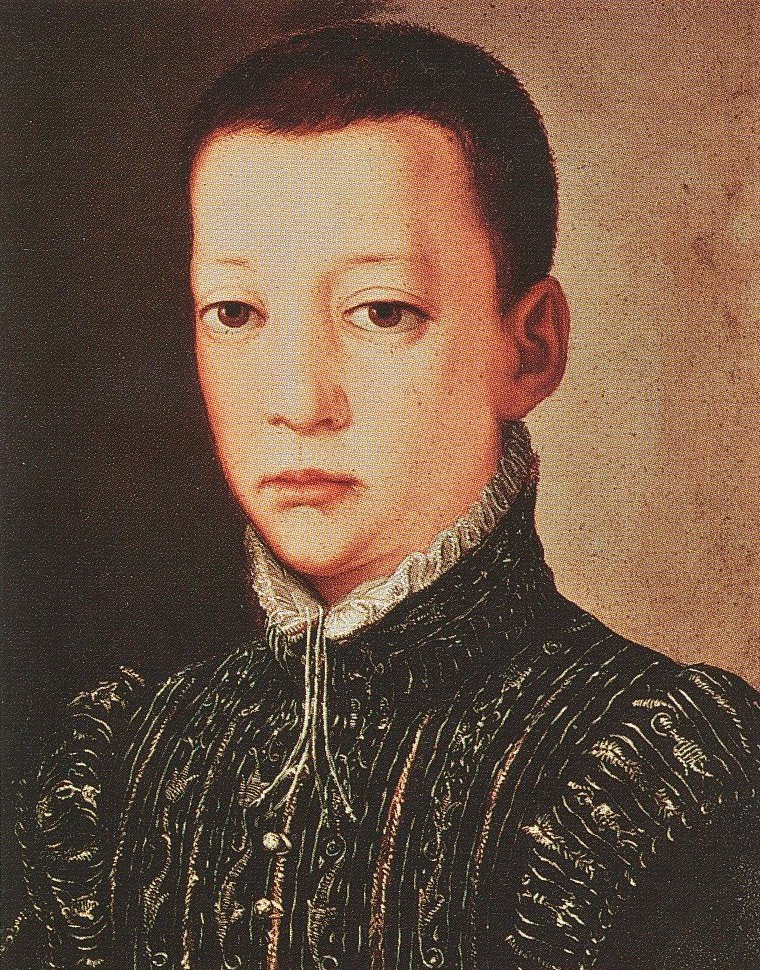
Портрет Пьетро Медичи в детстве кисти Аньоло Бронзино (1560-е). Уффици, Флоренция

Пьетро родился во Флоренции 3 июня 1554 года. Он был одиннадцатым, самым младшим, ребёнком и седьмым сыном Козимо I, герцога Флоренции, будущего великого герцога Тосканы и Элеоноры Альварес де Толедо. Отец его был сыном известного кондотьера Джованни делле Банде Нере и Марии Сальвиати, внучки Лоренцо Великолепного. Мать была дочерью вице-короля Неаполя Педро Великого и Марии Осорио-и-Пиментель, маркизы Вильяфранка.
Пьетро был любимцем отца и пользовался своей безнаказанностью. Он рос распутником и мотом, имел вспыльчивый характер.
Ещё подростком принца стали готовить к военной карьере. Его учителем и наставником в военном искусстве был Чезаре Каванилья, адмирал Рыцарского ордена святого Стефана. В 1573 году отец назначил Пьетро главнокомандующим флота великого герцогства Тосканского. В помощники ему был дан лейтенант Симоно Россермини.
В апреле 1574 года Пьетро должен был встретить в Генуе принца Хуана Австрийского, но из-за смерти отца 21 апреля того же года дипломатическую поездку пришлось отменить. Весной 1575 года его отправили в Венецию за Бьянкой Капелло, невестой старшего брата Франческо, нового великого герцога Тосканы. Эта поездка стала первым дипломатическим поручением принца.

### Убийство жены

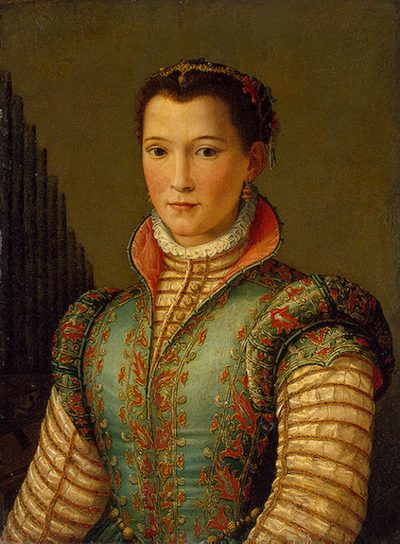
Портрет Леоноры Альварес де Толедо кисти Алессандро Аллори

В апреле 1571 года Пьетро, против воли, женили на двоюродной сестре, Леоноре Альварес де Толедо, дочери Гарсии Альвареса де Толедо, его дяди по материнской линии, и Виктории Колонна. Брак был неудачным. Принц пренебрегал красавицей-женой, предпочитая общество куртизанок. Леонора родила ему сына, единственного ребёнка в этом браке. Принцесса изменила мужу с Бернардо Антинори. Её любовник принадлежал к роду флорентийских патрициев. Он был поэтом и кавалером Рыцарского ордена святого Стефана, героем битвы при Лепанто.
Узнав об измене, Пьетро обвинил Леонору в прелюбодеянии и, в порыве ярости, 11 июля 1576 года задушил её на вилле Кафаджоло. Сразу после убийства жены, он сознался во всём в письме к старшему брату, великому герцогу Франческо I. Официально было объявлено, что принцесса задохнулась в постели от сердечного приступа. Её любовник был посажен в тюрьму, и вскоре был также задушен в камере. Леонора была грандессой, поэтому испанская знать, возмущенная тем, что её похоронили без полагавшихся почестей, требовала объяснений. Великий герцог был вынужден написать обо всём королю Филиппу II. Он признал, что Леонора была убита мужем за измену, доказательством которой стали посвященные ей любовником стихи, подробно описывающие красоту тела принцессы. Их обнаружили в ножке её стула.

### Военная и дипломатическая карьера
Отношения Пьетро со старшими братьями были сложными. Франческо I, желая избавиться от его присутствия при дворе во Флоренции, решил отправить принца в Испанское королевство. В 1577 году он отослал в Мадрид личного секретаря Антонио Сергвиди, чтобы тот подробно ознакомил Филиппа II о причинах убийства невестки великого герцога, и просил монарха взять под личную защиту обманутого мужа. Король дал своё согласие, и в 1578 году Пьетро отбыл ко двору в Мадриде, куда прибыл 17 апреля того же года и оставался там до ноября. Испанское королевство было заинтересовано в более тесном сотрудничестве с великим герцогством Тосканским. В Мадриде принц был официальным представителем Флоренции. 14 апреля 1578 года Пьетро пригласили на крестины наследного принца Филиппа, будущего короля Филиппа III.
В 1579 году принц вернулся в великое герцогство Тосканское. Вскоре Франческо I снова отправил его в Испанское королевство, поставив в звании генерала во главе отряда пехотинцев, который, вместе с солидным кредитом, он отправил Филиппу II. На этот раз Пьетро сопровождал полковник Луиджи Довара, который инструктировал его о том, как должно вести себя при дворе Мадриде во избежание инцидентов. Спустя год, в звании лейтенанта в составе той самой пехоты, принц участвовал в оккупации Португальского королевства под командованием Фернандо Альвареса де Толедо, герцога Альба. Он пробыл в Лиссабоне до конца 1582 года, а затем вернулся в Мадрид. За время службы в Испании король пожаловал ему титул дона.
В 1584 году Пьетро отбыл во Флоренцию в звании постоянного генерала пехоты. В апреле 1585 года его отправили в Рим в качестве посла к новому папе Сиксту V. Из Рима он снова уехал в Мадрид, но в 1588 году вернулся во Флоренцию на коронацию другого старшего брата, ставшего новым великим герцогом Тосканским под именем Фердинандо I. В том же году принц стал первым покровителем Академии делла Круска во Флоренции. Пьетро возглавил посольство, направленное великим герцогом за своей невестой, принцессой Кристиной Лотарингской. В апреле 1589 года небольшой флот под его командованием привёз принцессу из Марселя в Ливорно. Однако, вскоре отношения между ним и Фердинандо снова ухудшились. Причиной тому был образ жизни Пьетро, его страсть к азартным играм и расточительству, следствием которых были большие долги. Братья не смогли договориться о разделе отцовского наследства, и, несмотря на запрет великого герцога, принц отбыл в Мадрид.
В споре о наследстве Пьетро обращался за поддержкой сначала к испанскому королю Филиппу II, после к папе Клименту VIII, и, наконец, к испанскому королю Филиппу III. Если Филипп II пытался через принца оказывать давление на внешнюю политику великого герцога Тосканы, то в правление Филиппа III отношения между двумя монархиями приобрели стабильность, и двор в Мадриде потерял интерес к спору о наследстве. В 1596 году при посредничестве Климента VIII великий герцог согласился выплачивать младшему брату ежемесячное пособие в 1000 скудо. В дальнейшем Фердинандо I неоднократно оплачивал долги Пьетро. Последний конфликт между братьями по этой причине имел место в 1602 году.

### Поздние годы
Последние годы жизни Пьетро провёл при дворе в Мадриде. 29 ноября 1593 года король наградил принца орденом Золотого руна. В том же году, и снова вопреки воле старшего брата, Пьетро женился на португальской аристократке Беатрисе де Лара де Менезес, дочери Мануэля IV, маркиза Вильяреаль. После свадьбы он оставил жену и поселился в доме с куртизанками, одна из которых родила ему пятерых бастардов. Своё поведение принц оправдывал тем, что не получив отцовского наследства, он не может обеспечивать достойное содержание супруги. В 1596 году за аморальный образ жизни Филипп II удалил его от двора и отправил в Рим. Но и здесь Пьетро вскоре указали на нежелательность его присутствия, и он был вынужден вернуться в Мадрид.
При короле Филиппе III положение принца при дворе в Мадриде упрочилось. Он сопровождал нового короля во время его торжественного въезда в Мадрид 26 октября 1599 года. При дворе Пьетро поддерживал дружеские отношения с королевским советником доном Хуаном Манрике де Лара-и-Акунья, герцогом Нахера и Педро Энрикесом де Асеведо, графом Фуэнтес. Когда в 1601 году двор переехал в Вальядолид, принц остался в Мадриде, но по приглашению королевского фаворита и первого министра Франсиско Гомес де Сандоваль-и-Рохаса, герцога Лерма он участвовал во всех важных событиях придворной жизни.
Пьетро умер в Мадриде 25 апреля 1604 года, оставив по себе долги, которые также были уплачены Фердинандо I. По приказу великого герцога, секретарь принца, Рутильо Гачи уничтожил все его бумаги. Останки Пьетро были погребены в церкви Святейшей Троицы в Мадриде, откуда их перевезли во Флоренцию и похоронили в часовне Медичи.

## Браки и потомство
В первом браке с доньей Леонорой Альварес де Толедо-и-Колонна (1553 — 11 июля 1576) у Пьетро Медичи родился единственный сын, принц Козимо Медичи (10 февраля 1573—1576), которого в семье все звали «Козимино». Он умер через месяц после убийства матери. По слухам, младенец был отравлен по приказу Пьетро, который сомневался в своём отцовстве. Это был его единственный законнорождённый ребёнок. Второй брак принца с доньей Беатрис де Лара де Менезес (1560—1603) оказался бездетным.
От любовницы Антонии Каравахаль принц имел двух сыновей — Козимо Медичи (1577—1644) и Пьетро Медичи (1592—1654), губернатора Ливорно, посла в Милане с 1629 года и Генуе с 1630 года, капитан-генерала от кавалерии с 1637 года, — и трёх дочерей: Каталину Марию Медичи, Хуану Медичи и Леонору Медичи (родилась в 1592); все три стали монахинями. От любовницы Марии делла Рибера он имел единственного сына Козимо Медичи (1588—1610), который, подобно отцу, имел буйный характер. Все незаконнорождённые дети Пьетро по приказу Фердинандо I были привезены во Флоренцию, и взяты под опеку семьи, но исключены из линии престолонаследия.

## В культуре
Сохранились несколько детских и парадных портретов Пьетро кисти Алессандро Аллори, Аньоло Бронзино, Санти ди Тито, Доменико Пассиньяно. На одном из них, кисти Санти ди Тито 1584—1586 годов, принц изображен одетым по испанской моде того времени. Он также изображен на картине «Встреча принцессы Кристины Лотарингской в Ливорно» кисти Джованни Бальдуччи, по прозванию Коши.
В 1912 году режиссёр и сценарист Джузеппе Петраи снял немой чёрно-белый фильм «Любовь Пьетро Медичи», в котором роль принца сыграл актёр Джованни Пеццинга. Фильм демонстрировался в кинотеатрах Италии, Испании и Франции. По выдуманному сюжету Пьетро влюбляется в цветочницу по имени Маргарита, брат которой пытается спасти честь сестры от посягательств со стороны аристократа.